# Diócesis de Acerra
La diócesis de Acerra (en latín: Dioecesis Acerrarum y en italiano: Diocesi di Acerra) es una circunscripción eclesiástica de la Iglesia católica en Italia. Se trata de una diócesis latina, sufragánea de la arquidiócesis de Nápoles. Desde el 18 de septiembre de 2013 su obispo es Antonio Di Donna.

## Territorio y organización

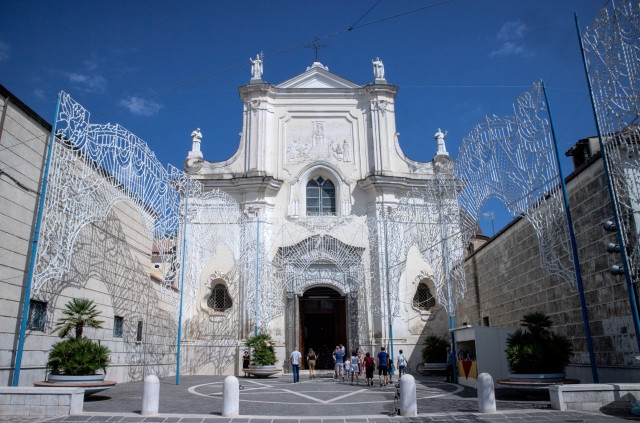
Basílica de María Santísima Asunta, en Santa Maria a Vico

La diócesis tiene 157 km² y extiende su jurisdicción sobre los fieles católicos de rito latino residentes en parte de la región de Campania, comprendiendo:
- en la ciudad metropolitana de Nápoles: Acerra y Casalnuovo di Napoli, en la porción de territorio denominado Licignano (la restante parte pertenece a la arquidiócesis de Nápoles y a la diócesis de Nola);
- en la provincia de Caserta: Arienzo, Cervino (excepto la fracción de La Vittoria, que es de la diócesis de Caserta), San Felice a Cancello y Santa Maria a Vico.

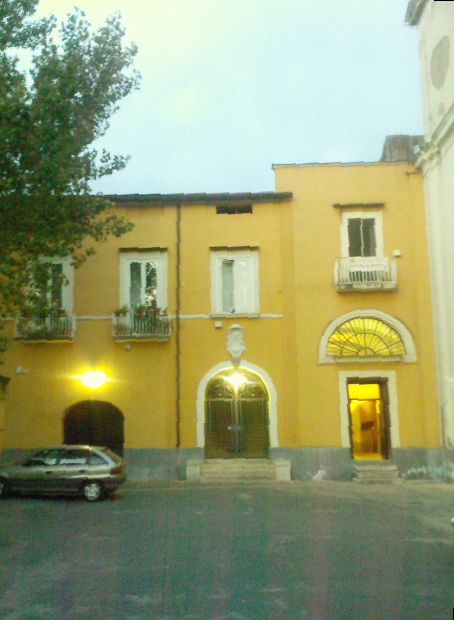
Palacio episcopal de Acerra

La diócesis limita al oeste con la diócesis de Aversa, al noroeste con la diócesis de Caserta, al noreste con la diócesis de Cerreto Sannita-Telese-Sant'Agata de' Goti, al sur con la diócesis de Nola y al suroeste con el arquidiócesis de Nápoles.

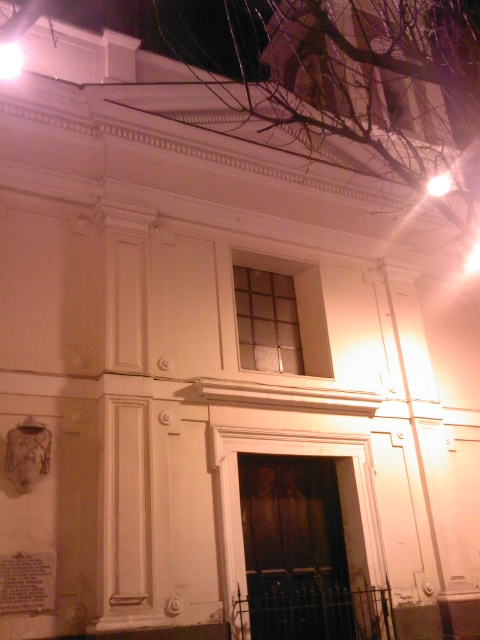
Iglesia del Corpus Domini, en Acerra, sede del museo diocesano, creado en diciembre de 2004

La sede de la diócesis se encuentra en la ciudad de Acerra, en donde se halla la Catedral de la Asunción de María. En Santa Maria a Vico se halla la basílica menor de María Santísima Asunta.

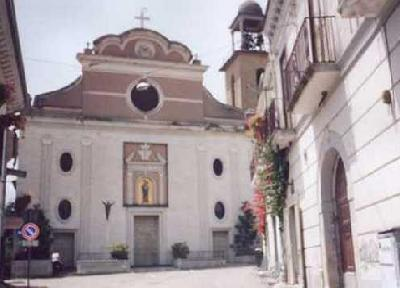
Iglesia de la Asunción de María, en Cervino

En 2022 en la diócesis existían 28 parroquias.

## Historia
La diócesis fue erigida en el siglo XI. No se sabe la fecha exacta de la fundación; algunos autores creen que la diócesis de Acerra sea la continuación de la antigua sede de Suessula, cuyos vestigios se encuentran casi enteramente en el perímetro comunal de Acerra. Suessula aparece entre las comunidades pertenecientes a la jurisdicción del obispo de Nola en un rescripto del papa Pelagio I de 558. En la bula a Alone de Benevento de 983, el papa Juan XIV concedió al metropolitano beneventano la facultad de consagrar sus obispos sufragáneos, entre los cuales aparece por primera vez también el de Suessula; esta disposición fue repetida por papas posteriores hasta León IX en 1053. No se conoce el nombre de ningún obispo de Suessula. Sin embargo, la documentación contemporánea no aporta ningún nombre del obispo de Suessula, lo que para Kehr y Klewitz pone en duda su verdadera existencia histórica.
En la bula del papa Esteban IX, al metropolitano Vodalrico de Benevento, de 1057, la diócesis de Suessula no está más presente. Según el historiador Gaetano Caporale, es, alrededor de estos años, que fue erigida la diócesis de Acerra, constituida por la parte de llanura de la diócesis de Suessula, mientras la parte montañosa fue anexada a la diócesis de Sant'Agata de' Goti. El mismo historiador cree que entre 1059 y 1060 la diócesis fue instituida personalmente por el papa Nicolás II, que había ido a la vecina Isernia, para consagrar a Pietro, obispo de Isernia, y al cardenal Oderisio. «Ma la tesi dello storico ottocentesco è alquanto fragile».
El primer obispo conocido es Giraldo, atestiguado por dos bulas pontificias de 1098 y de 1114, al cual sigue un anónimo obispo depuesto en el Concilio de Pisa de 1135. En 1179, Bartolomeo tomó parte en el Concilio lateranense convocado por el papa Alejandro III. Estos son los únicos obispos de Acerra entre los siglos XI y XII de los que se tiene conocimiento. La diócesis era sufragánea de la arquidiócesis de Nápoles, aunque los documentos pontificios confunden a menudo Acerra con la diócesis de Acerno, sufragánea de Salerno.
Luego de los decretos de reforma del Concilio de Trento, empezó una nueva fase para la vida de la diócesis. Los obispos, obligados a vivir en su diócesi, empezaron a restaurar el palacio episcopal. En 1653 el obispo Mansueto Merati fundó el seminario diocesano en el antiguo convento de los agustinos. El obispo Domenico Antonio Biretti (1725-1760) amplió el edificio, aumentó la presencia de seminaristas de otras diócesis y dio a la institución nuevos reglamentos y un nuevo programa de estudios.
En 1577 el obispo Scipione Salernitano organizó la diócesis en parroquias territorialmente bien definidas. Instituyó cinco, cuatro en Acerra (Santa María la Bruna en la catedral, San Pedro Apóstol, San Jorge, San Lorenzo) y una en Licignano (Virgen Anunciata).
A principios del siglo XVII el canónico Giuseppe Romano fundó el Monte frumentario, surgido para aliviar las incomodidades de las clases sociales más desfavorecidas. Hacia finales del siglo se decidió la reconstrucción de la catedral, después de la caída de parte del techo en 1787. El nuevo edificio fue consagrado en 1796, pero necesitó de continuas atenciones y reparaciones.
El 27 de junio de 1818, el papa Pío VII, mediante bula De utiliori, unió Acerra aeque principaliter a la diócesis de Sant'Agata de' Goti, hasta que fueron otra vez separadas el 30 de noviembre de 1854, mediante bula Nihil este, del papa Pío IX; en esta ocasión el territorio diocesano se agrandó con las comunas de Arienzo, Cervino, San Felice a Borro y Santa Maria a Vico, cedidas por la diócesis de Sant'Agata de' Goti.
Aunque entre las hipótesis más acreditadas para la reconstitución y ampliación de la diócesis el proyecto original preveía la separación de la diócesis de Nola de algunas comunas pertenecientes a ella, prácticamente cercanas a Acerra como: Pomigliano d'Arco, Brusciano, Castello di Cisterna, Mariglianella y Tavernanova, pero se decidió de otra manera.
El primer obispo de la renacida diócesis fue Giuseppe Gennaro Romano (1855-1864), que, al igual que otros obispos de Campania, tuvo notables dificultades con los nuevos gobernantes italianos después de las empresas de Garibaldi; el obispo fue acusado de ser venal y cómplice de los brigantes. A su muerte, la diócesis quedó vacante por ocho años, hasta el nombramiento de Jacinto Magliulo en 1872, quien se empeñó en la reorganización de la vida eclesial; a él se debe en particular la convocatoria de un sínodo diocesano, un siglo después de aquel celebrado de Gennaro Giordano (1776-1789), y el trabajo final de reestructuración de la catedral.
Su sucesor Francesco De Pietro (1899-1932) fue especialmente activo en «una pastoral de solidaridad que hizo de Acerra una de las diócesis más avanzadas en la implementación de la nueva cultura social católica»; su acción fue responsable de la fundación, en 1906, de la Sociedad Agrícola Católica del Corazón de Jesús, que tenía fines puramente religiosos pero también sociales.
En 1933 Nicola Capasso se convirtió en obispo de Acerra y gobernó la diócesis hasta 1966. Por sus actividades durante la Segunda Guerra Mundial, "le propusieron una medalla de oro al valor civil, que rechazó rotundamente".
El 30 de septiembre de 1964, con la carta apostólica Acerrarum dioecesis, el papa Pablo VI proclamó a san Alfonso María de Ligorio como patrono principal de la diócesis.
El 3 de diciembre de 2004 se inauguró el museo diocesano en las salas de la antigua iglesia del Corpus Domini. Desde 2010 se ha preparado la estructura del seminario para albergar la biblioteca diocesana, el archivo histórico y otras oficinas diocesanas.
El 3 de octubre de 2013, la Congregación para el Culto Divino y la Disciplina de los Sacramentos permitió a los sacerdotes residentes en la diócesis celebrar hasta cuatro misas los domingos y días santos de precepto.
El 16 de diciembre de 2018 se inauguró el museo diocesano de Sant'Alfonso Maria de Liguori en las salas del palacio episcopal de Arienzo, donde el santo vivió como obispo de Sant'Agata de' Goti.

## Estadísticas
Según el Anuario Pontificio 2023 la diócesis tenía a fines de 2022 un total de 124 000 fieles bautizados.
| Año                                                                             | Población            | Población | Población      | Sacerdotes | Sacerdotes    | Sacerdotes    | Bautizados por sacerdote | Diáconos permanentes | Religiosos | Religiosos | Parroquias |
| Año                                                                             | Bautizados católicos | Total     | % de católicos | Total      | Clero secular | Clero regular | Bautizados por sacerdote | Diáconos permanentes | Varones    | Mujeres    | Parroquias |
| ------------------------------------------------------------------------------- | -------------------- | --------- | -------------- | ---------- | ------------- | ------------- | ------------------------ | -------------------- | ---------- | ---------- | ---------- |
| 1950                                                                            | 59 900               | 60 000    | 99.8           | 71         | 46            | 25            | 843                      |                      | 35         | 80         | 20         |
| 1959                                                                            | 59 800               | 60 000    | 99.7           | 71         | 46            | 25            | 842                      |                      | 30         | 75         | 21         |
| 1970                                                                            | 67 974               | 67 980    | 100.0          | 70         | 41            | 29            | 971                      |                      | 47         | 106        | 22         |
| 1980                                                                            | 84 152               | 86 430    | 97.4           | 59         | 40            | 19            | 1426                     |                      | 36         | 67         | 23         |
| 1990                                                                            | 86 720               | 89 515    | 96.9           | 53         | 33            | 20            | 1636                     |                      | 32         | 65         | 24         |
| 1999                                                                            | 96 616               | 99 786    | 96.8           | 48         | 30            | 18            | 2012                     |                      | 43         | 74         | 24         |
| 2000                                                                            | 96 616               | 99 786    | 96.8           | 48         | 30            | 18            | 2012                     |                      | 41         | 72         | 24         |
| 2001                                                                            | 96 968               | 100 138   | 96.8           | 47         | 29            | 18            | 2063                     |                      | 41         | 72         | 24         |
| 2002                                                                            | 97 000               | 101 138   | 95.9           | 47         | 29            | 18            | 2063                     |                      | 26         | 72         | 24         |
| 2003                                                                            | 97 021               | 101 160   | 95.9           | 48         | 29            | 19            | 2021                     |                      | 28         | 74         | 25         |
| 2004                                                                            | 103 860              | 108 291   | 95.9           | 52         | 28            | 24            | 1997                     |                      | 35         | 75         | 26         |
| 2006                                                                            | 105 000              | 108 160   | 97.1           | 49         | 28            | 21            | 2142                     |                      | 26         | 50         | 26         |
| 2011                                                                            | 112 800              | 116 600   | 96.7           | 56         | 36            | 20            | 2014                     |                      | 21         | 46         | 28         |
| 2012                                                                            | 121 763              | 123 887   | 98.3           | 53         | 33            | 20            | 2297                     | 4                    | 26         | 47         | 28         |
| 2015                                                                            | 121 810              | 125 657   | 96.9           | 50         | 36            | 14            | 2436                     | 4                    | 18         | 40         | 28         |
| 2018                                                                            | 124 00               | 127 687   | 97.1           | 30         | 38            | 8             | 3263                     | 4                    | 10         | 16         | 28         |
| 2020                                                                            | 123 665              | 127 330   | 97.1           | 42         | 34            | 8             | 2944                     | 4                    | 12         | 16         | 28         |
| 2022                                                                            | 124 000              | 127 687   | 97.1           | 60         | 35            | 25            | 2066                     | 4                    | 29         | 28         | 28         |
| Fuente: Catholic-Hierarchy, que a su vez toma los datos del Anuario Pontificio. |                      |           |                |            |               |               |                          |                      |            |            |            |

### Vida consagrada
Desempeñan sus actividades carismáticas en el territorio diocesano religiosos y religiosas, pertenecientes a diez institutos de vida consagrada o sociedades de vida apostólica. Entre estos se encuentran: las Hermanas de Caridad de la Inmaculada Concepción de Ivrea, las Hermanas de San José de Pinerolo, las Hermanas de Nuestra Señora de la Compasión de Marsella, las Angélicas de San Pablo, los Clérigos Regulares de San Pablo, la Congregación de las Hijas de Nuestra Señora, etc.

## Episcopologio

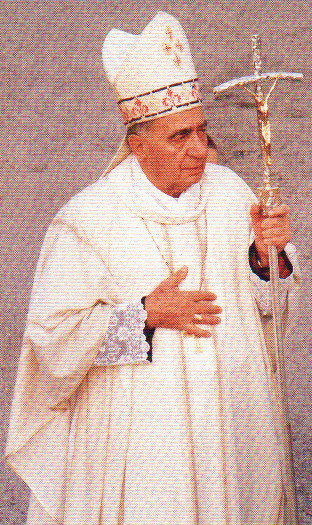
Antonio Riboldi ocupó la sede de Acerra entre 1978 y 1999

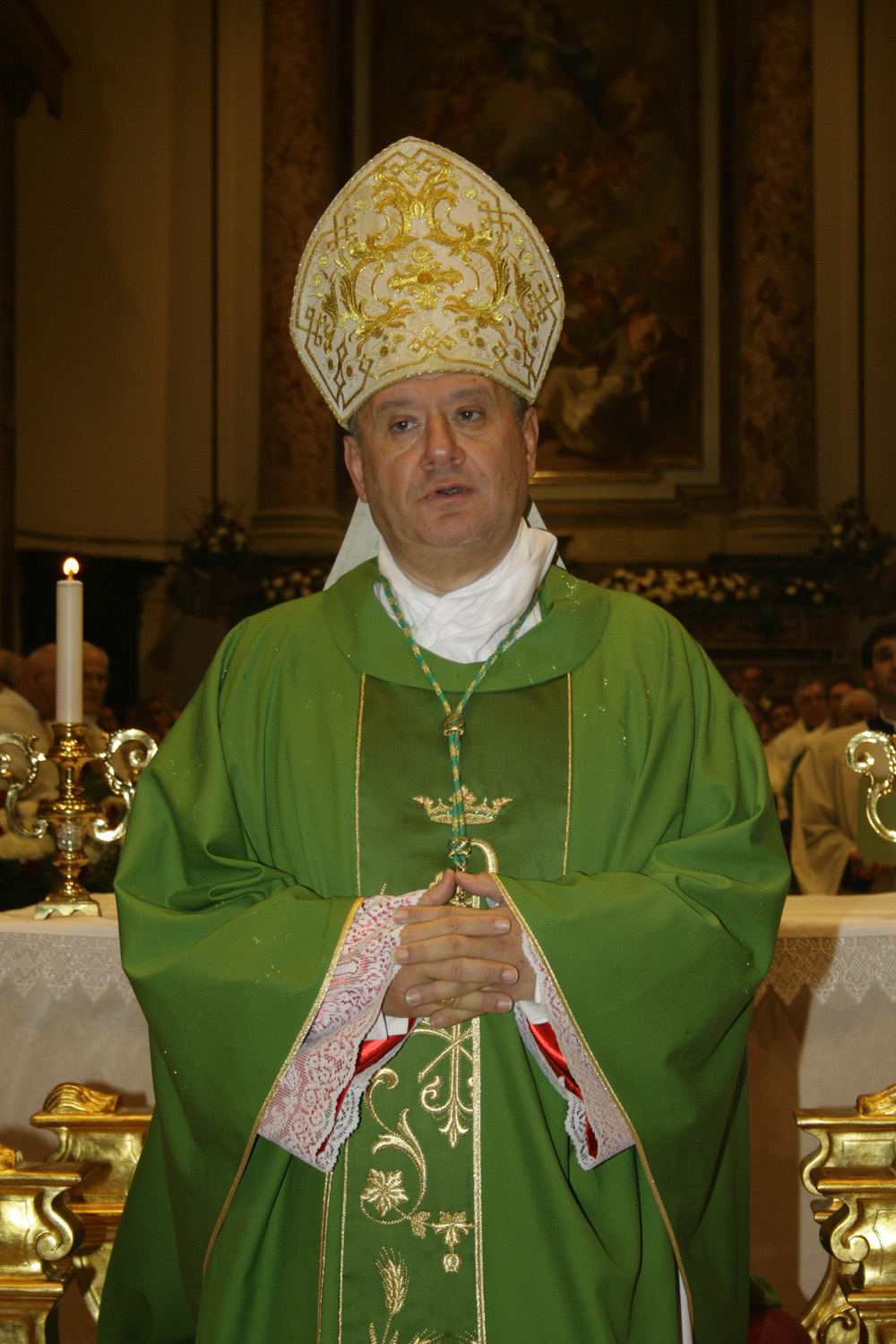
Antonio di Donna, actual obispo de Acerra

- Giraldo † (antes de 1098-después de 1114)[20][nota 3][21]
- Anónimo † (?-1135 depuesto)[22]
- Bartolomeo I † (mencionado en 1179)[23]
- Romano † (siglo XII)[23]
- Anónimo † (mencionado en 1209 y 1209)[23]
- Anónimo † (mencionado en 1218)[23]
- Gentile I † (antes de 1241-después de 1243)[23][24]
  - Teodino, O.S.B. † (mencionado como obispo electo e intruso en 1262) (usurpador)[23]
- Bartolomeo II † (mencionado en 1274)[23][nota 4]
- Tommaso I † (antes de diciembre de 1286-después de 1304)[23]
- Gentile II? † (circa 1306)[24]
- Guglielmo † (mencionado en 1310)
- Giovanni d'Esertelle, O.Cist. † (entre 1310 y 1325)
- Spano † (mencionado en 1325)
- Filippo † (mencionado en 1328)
- Giovanni, O.F.M. † (antes de 1337-20 de diciembre de 1342 nombrado obispo de Bagnoregio)[nota 5]
- Matteo di Castro, O.F.M. † (20 de diciembre de 1342-1344 falleció)
- Enrico de Monte, O.P. † (27 de mayo de 1344-1348 falleció)
- Rainerio † (27 de octubre de 1348-1354? falleció)
- Federico di Somma, O.P. † (28 de febrero de 1358-circa 1362 falleció)
- Giovanni di Patti, O.P. † (6 de marzo de 1363-después de febrero de 1393[nota 6] falleció)
- Tommaso II † (12 de diciembre de 1394-1403 falleció)
- Angelo de Conciliis † (30 de julio de 1403-circa 1429 falleció)[25]
- Filippo II † (18 de mayo de 1429-1434 falleció)
- Nicola de Utino, O.F.M. † (6 de septiembre de 1434-1439 falleció)
- Nicola Descari[nota 7] † (20 de septiembre de 1439-1451 retirado)
- Bertrando † (5 de abril de 1451-1452 falleció)
- Leone Cortese † (2 de octubre de 1452-después de junio de 1494 falleció)
- Roberto de Noya, O.P. † (15 de marzo de 1497-15 de abril de 1504 nombrado arzobispo de Naxos y Paros)
- Nicolò de Noya, O.P. † (15 de abril de 1504-1511 falleció)
- Vincenzo de Corbis † (22 de agosto de 1511-1512 falleció)
- Juan de Vich, O.P. † (23 de julio de 1512-1526 falleció)
- Carlo I degli Ariosti † (28 de enero de 1527-1535 falleció)[nota 8]
  - Gianvincenzo Carafa † (26 de julio de 1535-14 de abril de 1539) (administrador apostólico)[nota 9]
- Giampaolo da Pisa † (21 de abril de 1539-1554 falleció)
- Gianfrancesco Sanseverino † (6 de julio de 1555 o 1556-1559 renunció)
- Giovanni Fabrizio Sanseverino † (13 de marzo de 1560-23 de julio de 1568 nombrado obispo de Trivento)
- Juan Vázquez Coronado de Sayás † (23 de julio de 1568-1571 falleció)
- Scipione Salernitano † (16 de julio de 1571-1581 falleció)
- Marcello Maiorana, C.R. † (13 de noviembre de 1581-13 de noviembre de 1586 falleció)
- Giambattista del Tufo, C.R. † (17 de agosto de 1587-1603 renunció)
- Juan Gurrea † (23 de junio de 1603-1606 falleció)
- Vincenzo Pagano, C.R. † (20 de noviembre de 1606-circa 1640 falleció)
  - Sede vacante (circa 1640-1644)
- Mansueto Merati, B. † (13 de julio de 1644-28 de agosto de 1661 falleció)
- Placido Carafa, C.R. † (9 de abril de 1663-31 de diciembre de 1672 falleció)
- Carlo de Angelis † (17 de diciembre de 1674-14 de septiembre de 1691 falleció)
- Carlo de Tilly † (21 de enero de 1692-3 de junio de 1697 nombrado obispo de Monopoli)
- Giuseppe Rodoeri di Montagna † (1 de julio de 1697-octubre de 1699 falleció)
- Benito de Noriega, O.F.M. † (28 de mayo de 1700-marzo de 1708 falleció)
  - Sede vacante (1708-1717)
- Giuseppe Maria Positani, O.P. † (22 de noviembre de 1717-27 de septiembre de 1723 nombrado arzobispo de Acerenza y Matera)
- Domenico Antonio Biretti † (11 de junio de 1725-23 de diciembre de 1760)
- Ciro de Alteriis † (6 de abril de 1761-13 de octubre de 1775 falleció)
- Gennaro Giordano † (20 de mayo de 1776-febrero de 1789 falleció)[nota 10]
  - Sede vacante (1789-1792)
- Giovanni Leonardo Maria De Fusco, O.P. † (27 de febrero de 1792-circa 1795 falleció)
- Orazio Magliola † (18 de diciembre de 1797-27 de junio de 1818 nombrado obispo de Sant'Agata de' Goti y Acerra)[nota 11]
  - Sede unida aeque principaliter con Sant'Agata de' Goti (1818-1854)
- Giuseppe Gennaro Romano † (23 de marzo de 1855-26 de marzo de 1864 falleció)
  - Sede vacante (1864-1872)
- Giacinto Magliulo † (23 de febrero de 1872-1899 falleció)
- Francesco De Pietro † (14 de diciembre de 1899-28 de enero de 1932 renunció[nota 12])
- Nicola Capasso † (13 de marzo de 1933-16 de febrero de 1966 renunció[nota 13])
  - Sede vacante (1966-1978)[nota 14]
- Antonio Riboldi, I.C. † (25 de enero de 1978-7 de diciembre de 1999 retirado)
- Salvatore Giovanni Rinaldi (7 de diciembre de 1999-18 de septiembre de 2013 retirado)
- Antonio Di Donna, desde el 18 de septiembre de 2013